# Котовский (телесериал)
«Котовский» — российский художественный многосерийный фильм производства 2010 года, повествующий о молодости известного советского военного и политического деятеля Григория Котовского. Премьера 1 марта того же года на телеканале «Россия 1». Один из последних фильмов с участием Владислава Галкина.

## Сюжет
Одесса, 1917 год. Григория Ивановича Котовского освобождают из тюрьмы. Встречают его друзья детства, и в воспоминаниях Котовского сразу всплывают годы, проведённые в училище: уличные драки, мальчишеские разборки, промысел жульничеством и первая любовь. И вот Григорий Иванович сообщает друзьям, что его отправляют на фронт воевать за свободную Россию… В ретроспективах фильма мы увидим всю бурную молодость Григория Котовского «до 17 года»: налёты, тюрьмы, знакомство с эсерами, побег с каторги…

## В ролях
- Владислав Галкин — Григорий Котовский («Берёза»)
- Иван Стебунов — Алексей Зильберг («Немец»)
- Александр Макогон — Олесь Чеманский («Симпатик»)
- Максим Лагашкин — Виктор Вайнер («Желудок»)
- Марина Александрова — Анна
- Екатерина Стулова — Антонина
- Андрей Гусев — Арон Кицес
- Михаил Крылов — Ося Руф
- Олег Васильков — Мишка Бирилёв
- Алексей Ошурков — Василий Афанасьев
- Александр Пашутин — полковник фон Левендаль, начальник жандармского управления Бессарабской губернии
- Владимир Симонов — помещик Иван Ильич Семиградов
- Дарья Михайлова — Тася, жена Семиградова
- Алексей Горбунов — эсер Пушкарёв
- Владимир Гусев — начальник тюрьмы
- Станислав Долгошеев — начальник училища
- Юрий Иванов — Чалый
- Мария Кирилкина — Лидия Стоматова
- Сергей Пиоро — Стоматов
- Виктор Поздняков — инспектор Бородянский
- Дмитрий Прокофьев — надзиратель
- Сергей Рубеко — адвокат Котовского
- Сергей Цепов — надзиратель Егор
- Владимир Шибанков — Ванька-пахан
- Александра Чилин-Гири
- Илья Коврижных — актёр в роли Ромео
- Александр Чмелев
- Анна Бачалова — эпизод
- Юрий Ваксман — владелец ломбарда
- Сергей Генкин — эпизод
- Анастасия Денисова — эпизод
- Алексей Дмитриев — погромщик
- Николай Захаров
- Александр Зубков
- Татьяна Исаева
- Виктор Курышев
- Дмитрий Лавров
- Михаил Левченко — директор казначейства
- Вадим Маслов
- Евгений Мундум — эпизод
- Людмила Пошехонова
- Петр Рябчевский
- Константин Силаков
- Алексей Филиппов — надзиратель
- Николай Шрайбер
- Георгий Эльнатанов
- Александр Принцев
- Эмиляно Очагавия — прокурор (нет в титрах)
- Владислав Гостищев — Филькенштейн, ювелир (нет в титрах)

## Съёмки
Съёмки почти полностью проходили в Ярославле и Ростове. В роли дореволюционного Кишинева выступили ярославские Волжская набережная, Губернаторский парк, площадь Челюскинцев, Революционная улица и Демидовский сквер. Спасо-Преображенский монастырь заменил Кишиневский тюремный замок, а дом № 7 по улице Советской стал ювелирной лавкой Голденберга. В фильме присутствуют интерьеры кафе «Актер», ресторана «Власьевский», Ярославского художественного музея, поместье Семиградова снимали в Карабихе.